# 田中てこ
田中 てこ（たなか てこ、9月25日 - ）は、日本の漫画家。岩手県花巻市出身。血液型A型。デビュー作は『FACE TO FACE』。

## 略歴
- 2013年 - 4月26日から5月6日まで丸ビルホールで開催された『マーガレット&別マ創刊50周年展』に原画展示作家として参加した[3]。

## 作品リスト
全て集英社、マーガレットコミックス（DIGITAL）から刊行されている。
- カメラと夏とセーラー服（2011年10月25日発売[4]、ISBN 978-4-08-846712-2）
  - カメラと夏とセーラー服（『別冊マーガレットsister』2010年10月増刊号（創刊号））
  - 僕が君についた嘘（『別冊マーガレットsister』2011年5月増刊号）
  - Going My Way?（『デラックスマーガレット』2009年5月号）
  - VS Lovers（『ザ マーガレット』2008年11月号）
  - 君に言えないこと（『ザ マーガレット』2008年4月号）
  - FACE TO FACE（『デラックスマーガレット』2007年9月号、デビュー作[1]。）
- 放課後×ポニーテール[注 1]（2012年12月25日発売[5]、『別冊マーガレット』2012年7月号[6] - 9月号、10月号別冊ふろく『別マTWO』volume4 - 12月号別冊ふろく『別マTWO』volume6、ISBN 978-4-08-846871-6、全1巻）
- マグネットな私たち[注 2]（2013年9月25日発売[7]、『別冊マーガレット』2013年3月号[8] - 8月号、ISBN 978-4-08-845105-3、全1巻）
  - マグネットな私たち 特別編[9]（『マーガレット』2013年12号別冊ふろく『miniマーガレット』）
  - その後。（描きおろし）

### アンソロジー
- セカイを敵に回しても君を恋す[注 3]（2016年4月25日発売[10]）
  - イメージガール（『ザ マーガレット』2013年2月号）

### その他
- わたしの履歴書（『別冊マーガレット』2013年1月号）
- My Favorite Things（『別冊マーガレット』2014年8月号）
- ベツマカルチャークラブ 私のスクールDAYS!（『別冊マーガレット』2015年6月号）

### 単行本未収録作品
- 冬の夜に[11]（『別冊マーガレット』2011年12月号別冊ふろく『別マex「クリスマス」』）
- カッパとあの子[12]（『別冊マーガレット』2012年1月号別冊ふろく『BETSUMA JAPAN!』）
- ロマンチカ・ロマンチカ（『別冊マーガレットsister』2012年4月増刊号）
- マイヒーロー（『別冊マーガレット』2013年11月号）
- キラキラ（『別冊マーガレットsister』2014年8月夏増刊号）
- 御子柴先輩と私の恋模様（『別冊マーガレット』2015年6月号別冊ふろく『dcolle』2号）
- Smile（『別冊マーガレットsister』2015年12月増刊号 秋フェス03）
- Yummy Yummy!（『別冊マーガレット』2016年11月号別冊ふろく『年上男子も恋をする』）
- マネハニ!〜色恋沙汰も金次第!?〜（『ザ マーガレット』2017年2月号 - 12月号）
- 今宵、あなたと恋に酔い（『Cocohana』2021年8月号）
- ぽちゃっと恋をメシあがれ!（『マンガMee』2022年5月7日配信[13][14][15] - 2023年配信[16]）

## 関連人物
下記の人物が推薦イラスト等を寄せている。
- 青山はるの[17]
- 星谷かおり[18]